# Carl Jatho
Carl Wilhelm Jatho (* 25. September 1851 in Cassel; † 11. März 1913 in Köln) war ein evangelischer Pfarrer, der wegen Lehrbeanstandungen seines Dienstes enthoben wurde.

## Leben
Carl Jatho wurde als Sohn des evangelischen Pfarrers Louis Jacob Victor Oskar Jatho und der Louise Sophie, geborene Klingelhöfer, geboren. Im Deutsch-Französischen Krieg machte er 1871 das Notabitur, um noch am Krieg teilzunehmen. Im Herbst 1871 nahm er das Studium der Theologie in Marburg und dann Leipzig auf. Im Anschluss an sein Studium nahm er 1874 eine Anstellung als Religionslehrer in Aachen an. Nach dem Zweiten Theologischen Examen vor dem Konsistorium in Koblenz war er nach seiner Heirat mit der aus Soest stammenden Johanna Becker (aus dieser Ehe gingen vier Söhne hervor, darunter Carl Oskar Jatho) ab 1876 neun Jahre Pfarrer der evangelischen Gemeinde in Bukarest. Anschließend trat er, auch um eine Malaria-Erkrankung auszukurieren, eine Stelle in Boppard an. Ab 1. Juli 1891 war er Pfarrer der Christuskirche in Köln. Das Presbyterium hatte ihn einstimmig gewählt.
In Köln wurde seine Lehre und Verkündigung vom Generalsuperintendenten der rheinischen Kirchenprovinz der altpreußischen Landeskirche angemahnt. Der Vorwurf lautete, er lehre Pantheismus und widerspreche den altkirchlichen Bekenntnissen. Grundlage für diese Vorwürfe waren Texte, die Jatho ab 1903 mit finanzieller Unterstützung des Presbyters der Gemeinde und Kalker Industriellen Julius Vorster veröffentlichte. Als die Presse auf ihn aufmerksam wurde, schaltete sich die Kirchenleitung ein, zunächst in der Absicht, Jatho zu schützen. Da Jatho auf diese Gespräche nicht einging und seine Lehre weiter betrieb, vertiefte sich der Graben zwischen ihm und der Kirchenleitung. Rechtlich hatte die Kirche jedoch zu diesem Zeitpunkt keine Handhabe, Sanktionen für abweichende Lehren über Geistliche zu verhängen. Als 1910 ein entsprechendes Gesetz in Kraft trat, wurde ein Lehrbeanstandungsverfahren gegen Jatho eröffnet. Mit 11:2 Stimmen erfolgte 1911 seine Amtsenthebung, da seine „Stellung, die er in seiner Lehre zum Bekenntnis der Kirche einnimmt, unvereinbar“ mit dem Amt eines Pfarrers sei. Damit wurde Jatho in den Ruhestand unter Beibehaltung der Pensionsbezüge versetzt. Danach predigte er außerhalb der Kirche und entfaltete eine rege Reise- und Vortragstätigkeit.

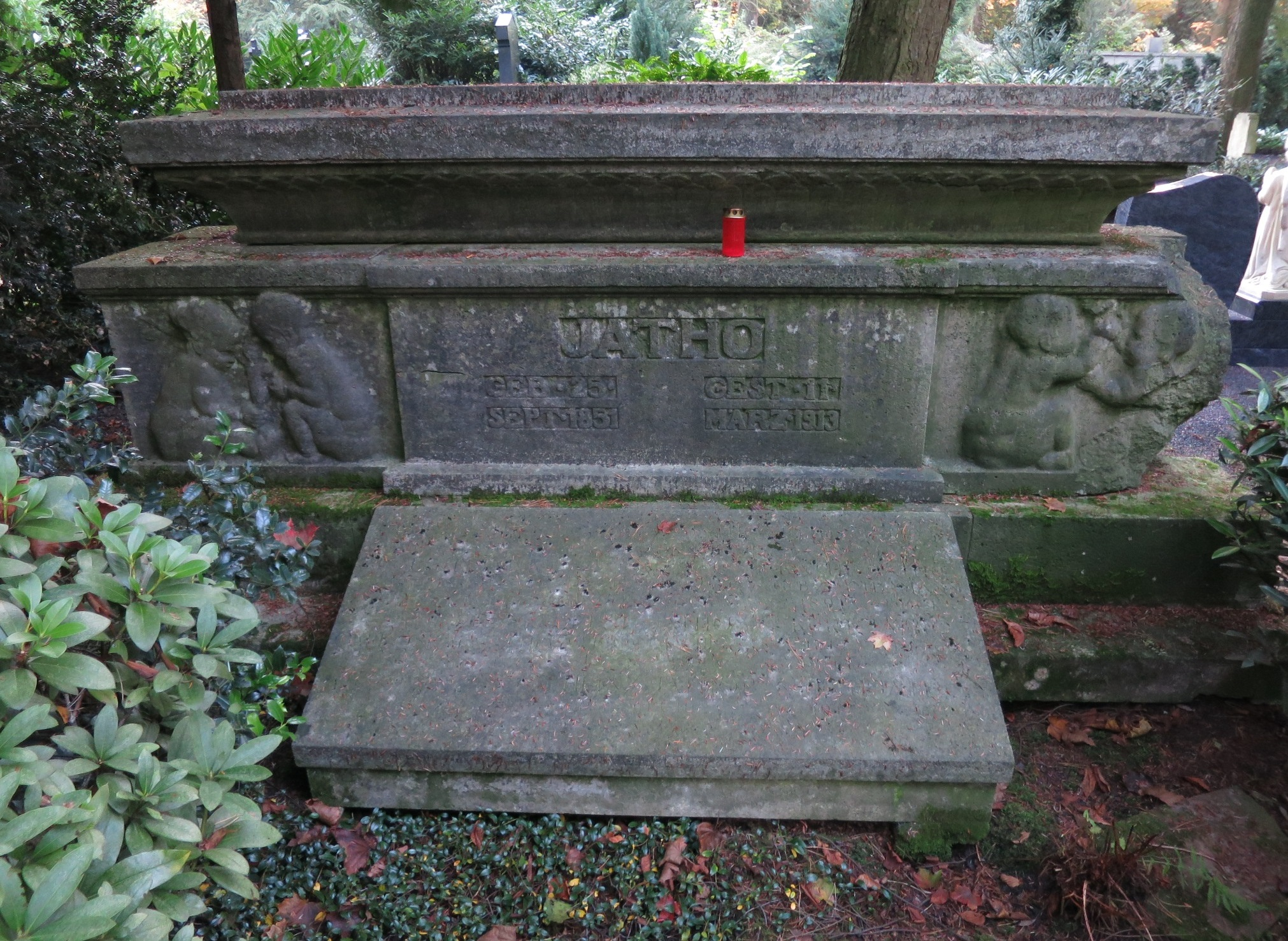
Grab von Carl Jatho auf dem Kölner Melaten-Friedhof

Nur kurz nach seiner Entlassung starb Jatho an einer Blutvergiftung, die er sich durch eine Schienbeinverletzung beim Besteigen einer Droschke zugezogen hatte. Begraben wurde er unter großer öffentlicher Anteilnahme auf dem Kölner Melaten-Friedhof, Flur 73a.

## Lehre
Jatho entsprach weder der liberalen noch der orthodoxen Theologie seiner Zeit. Seine Positionen sind vielmehr eindeutig von der Naturphilosophie Goethes (und des jüdischen Philosophen Spinoza) beeinflusst. Er setzte auf ein subjektivistisches Religionsverständnis, das dem religiösen Empfinden des Einzelnen Raum bot. Er selbst bezeichnete sich teilweise als Monist und Pantheist. In einem Brief an Martin Rade schrieb er im Jahre 1911 nach seiner Amtsenthebung: „Ich halte den Monismus für das Fundament der Religion der Zukunft. Er ist eine Weltanschauung, die wir nicht mehr ignorieren, vielfach nicht mehr entbehren können. Sie hindert uns nicht, religiöse Menschen zu sein und Gott zu lieben.“ Jesus war für Jatho ethisches Vorbild und Verkünder des Gottesgedankens, ein Held der geistigen und geistlichen Freiheit. Umstritten bleibt an Jathos Lehre, dass er sie aus seinen eigenen Überlegungen gewann, nicht aber biblisch begründen konnte. Die Berufung auf die Freiheit eines Christenmenschen in seiner Verteidigung gegenüber dem altpreußischen Evangelischen Oberkirchenrat ist insofern problematisch, da gerade diese Freiheit immer als eine Freiheit in Abhängigkeit von Gott und Gottes Wort verstanden wird.

## Wirkung
Der Fall Jatho erregte in Deutschland auch außerhalb kirchlicher Kreise Aufsehen. In den Zeitungen der Zeit wurde der Fall kontrovers diskutiert. Namhafte Theologen der Zeit äußerten sich dazu. Adolf von Harnack distanzierte sich von Jathos Lehre, sprach sich aber gegen eine Amtsenthebung aus. Ernst Troeltsch lehnte das Irrlehregesetz vollständig ab. Die sozialdemokratische Zeitung Vorwärts befürwortete trotz ihrer grundsätzlich kirchenkritischen Haltung die Amtsenthebung Jathos mit der Begründung, dass die Kirche sich Beliebigkeit der Verkündigung nicht leisten könne. Die Stoßrichtung dieses Arguments richtet sich dabei stärker gegen die katholische Kirche als zu Gunsten der evangelischen Kirche.
George L. Mosse nennt als wichtigste Anhänger von Jathos Freireligiöser Gemeinde Gottfried Traub, Max Maurenbrecher und Wilhelm Stapel. Er hält es nicht für einen Zufall, dass alle drei zu führenden Anhängern der völkischen Bewegung wurden; sie knüpften an Jathos Irrationalismus und Mystizismus an und wendeten ihn ins „Germanische“. Zu beachten ist dabei allerdings auch, dass Traub später ein entschiedener Gegner des Nationalsozialismus war. Der Verleger Eugen Diederichs aus dem gleichen weltanschaulichen Lager war einer der eifrigsten Förderer Jathos.
1985 wurde eine Straße in Köln-Rondorf nach ihm benannt.

## Schriften
- Persönliche Religion: Predigten, neue Folge, enthält die Predigten aus dem Kirchenjahr 1904/05. Verlag von Paul Neubner, Köln 1906.
- Predigten von Carl Jatho, Pfarrer in Köln. Nach Stenogrammen gedruckt. Verlag Roemke, Köln 1906.
- Die vier letzten Saalpredigten Jatho’s. Verlag von Paul Neubner, Köln 1913.
- Zur Freiheit seid ihr berufen. Die sechzehn Saalpredigten. Eugen Diederichs, Jena 1913.
- Briefe. Eugen Diederichs, Jena 1914.